# Selection
Selection è una raccolta della famosa band Hard rock/Heavy metal tedesca Scorpions pubblicata nel 1993. Il disco presenta traccia degli anni 70 cioè gli anni con il virtuoso chitarrista Ulrich Roth che se ne andò nel 1978.

## Tracce

### Disco 1
1. Top of the Bill – 3:25
2. Drifting Sun – 7:40
3. Sun In My Hand – 4:21
4. Longing For Fire – 2:42
5. Catch Your Train – 3:32
6. Virgin Killer – 3:41
7. Hell Cat – 2:54
8. Polar Nights – 5:04
9. I've Got to Be Free – 4:00
10. The Riot Of Your Time – 4:10
11. He's a Woman - She's a Man – 3:14
12. Steamrock Fever – 3:35

### Disco 2
1. In Trance – 4:44
2. Life's Like a River – 3:48
3. Yellow Raven – 4:58
4. Born To Touch Your Feelings – 7:20
5. In Search Of The Peace Of Mind (live) – 3:03
6. Far Away – 5:39
7. In Your Park – 3:39
8. Crying Days – 4:36
9. Fly People Fly – 5:02
10. Living And Dying – 3:19